# Вачени (Телеорман)
Вачени (рум. Văceni) насеље је у Румунији у округу Телеорман у општини Драганешти-Влашка. Oпштина се налази на надморској висини од 87 m.

## Становништво
Према подацима из 2002. године у насељу је живело 316 становника, од којих су сви румунске националности.